# Lotus 79
Chronologie des modèles (1978-1979)
Lotus 78 Lotus 80
La Lotus 79, dont la dénomination officielle d'engagement en championnat du monde est JPS Mk IV, est une monoplace de Formule 1 conçue en fin d'année 1977 par Colin Chapman, Geoff Aldridge, Martin Ogilvie, Tony Rudd et Peter Wright de l'écurie Lotus.
Elle succède à la révolutionnaire Lotus 78, elle aussi à « effet de sol » (concept wing-car). Elle fut imbattable durant la saison 1978, ce qui permit à Mario Andretti de devenir champion du monde à son volant mais la saison 1978 fut aussi marquée par le décès son coéquipier Ronnie Peterson.
La Lotus 79 a permis à ses pilotes de signer 7 victoires, 10 pole positions, de marquer 121 points et de remporter les championnats des pilotes et des constructeurs. Après que Rubens Barrichello a conduit la 79 au Festival de vitesse de Goodwood en 2000, il fut surpris de voir qu'il avait les mêmes sensations dans la 79 que dans une Formule 1 moderne.

## Développement

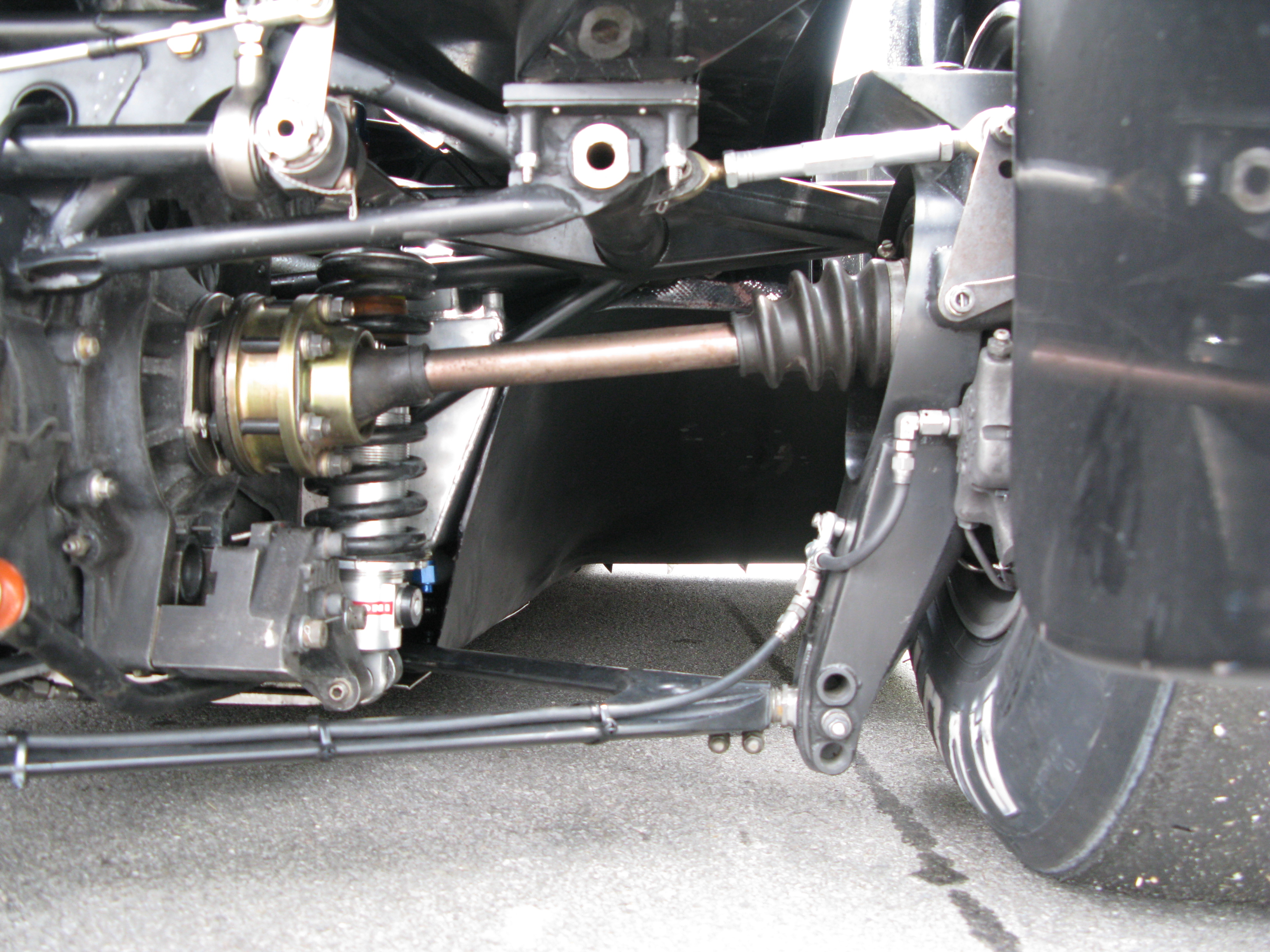
Vue du côté droit du tunnel de venturi de la Lotus 79.

La Lotus 79, première monoplace de Formule 1 conçue par ordinateur et grâce à des mesures en soufflerie, est aussi la première monoplace à tirer pleinement parti de l'aérodynamisme à effet de sol, à la suite des recherches menées sur le précédent modèle, la Lotus 78. Les problèmes de traction des Lotus 78 ont été résolus grâce aux travaux de conception supplémentaires sur les tunnels venturi, ce qui permit à la zone de basse pression d'être répartie uniformément sous la voiture grâce à l'extension de la carrosserie plus à l'intérieur des roues arrière pour permettre au fond plat de s'étendre plus loin au lieu de s'arrêter brusquement devant les roues arrière. La suspension arrière a également été repensée pour permettre à l'air de sortir d'une manière plus propre. Un plus petit aileron arrière a été conçu pour limiter la traînée.
Lorsque la voiture est apparue, la carrosserie était fortement inclinée mais après le travail en soufflerie, cette caractéristique s'est avérée inutile car la voiture générait autant d'appuis sans cette configuration. Cette caractéristique a cependant été plus tard intégrée dans la conception de la Lotus 80.
La voiture est mue par un moteur Ford-Cosworth DFV et construite à partir d'une structure en nid d'abeilles en aluminium spécialement renforcée pour supporter les pressions exercées par l'effet de sol. Le réservoir de carburant est d'une seule pièce, derrière le conducteur, contrairement aux deux réservoirs de la 78, afin d'assurer une meilleure protection contre l'incendie et de placer le centre de gravité au milieu de la voiture.
Enfin, elle a été la première voiture de Formule 1 à faire l'objet d'une analyse par ordinateur de son week-end de course.
La voiture, testée secrètement fin 1977 par Ronnie Peterson, s'est avérée extrêmement rapide mais son châssis avait du mal à encaisser la force G générée par l'effet de sol. La 79 produisait environ 30 % plus d'appuis que la 78, ce qui n'était pas prévu par Ogilvie et Rudd, qui sont retournés à la planche à dessin. Le châssis a été renforcé en certains points, principalement autour du baquet du pilote, et ainsi la voiture a été jugée encore plus rapide.
La forme de la voiture, dictée par l'aérodynamique, a des lignes épurées.  Elle a rapidement été surnommée « Black Beauty » par la presse et les supporters pour son design, son profil et sa livrée noir et or aux couleurs du cigarettier John Player Special.
Les Lotus 79 se montrent compétitives dès leur premier Grand Prix, en Belgique, sur le circuit de Zolder. Mario Andretti réalise la pole position avec plus d'une seconde d'avance puis remporte la course. Andretti a déclaré qu'en comparaison la Lotus 78 se conduisait comme un bus londonien. Peterson a déclaré, après avoir signé une pole, que la voiture était si brillamment conçue que la seule chose qu'il avait à faire était de tourner le volant.
Les Lotus 79 n'étaient toutefois pas exemptes de problèmes : Wright et Ogilvie notèrent que le comportement de la voiture était très limite dans certaines conditions, Andretti émit des réserves sur les freins de la voiture qui manquaient d'endurance en course en particulier dans des conditions chaudes. De plus, les pots d'échappement surchauffaient et le châssis n'était pas aussi rigide que l'équipe l'aurait souhaité. L'écurie a procédé à de nombreuses retouches au cours des deux saisons où voiture a été utilisée afin de pallier ces problèmes.

## Historique

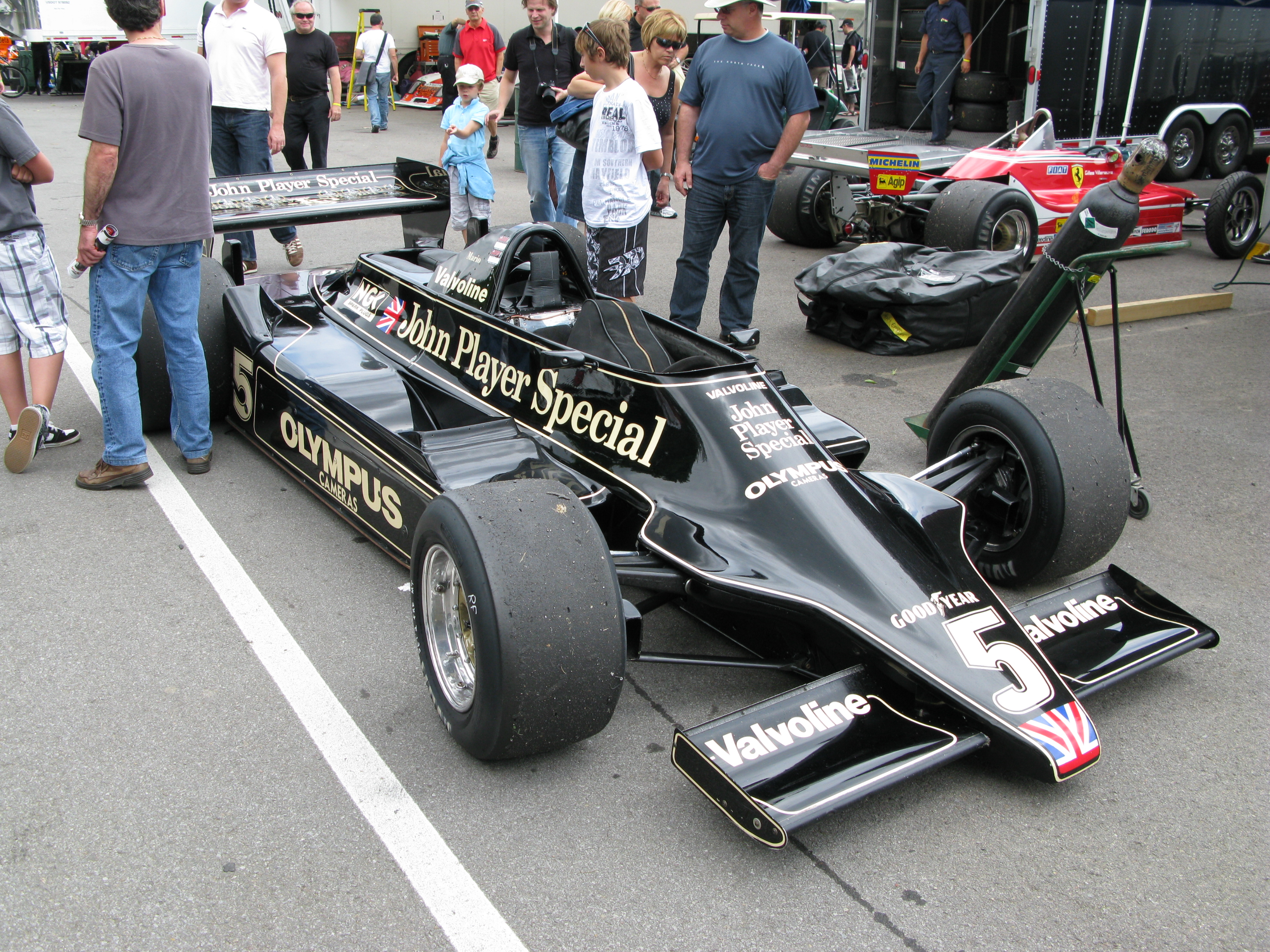
La Lotus 79 à Mont-Tremblant en 2009.

La 79 s'est avérée presque imbattable au cours de la saison 1978 : elle gagna six victoires et donna le titre pilote à Mario Andretti et le titre constructeur à Lotus. Ses seules rivales sérieuses au cours de la saison étaient la Ferrari 312 T3 et la Brabham BT46B à aspirateur qui n'a disputé qu'une seule course (victoire au Grand Prix de Suède de 1978) avant que la FIA ne l'interdise.
Les Ferrari gagnaient seulement lorsque les Lotus abandonnaient. La supériorité de la voiture était telle qu'Andretti et Peterson terminaient régulièrement premier et deuxième, le plus souvent avec une avance considérable sur le reste du peloton. Quand les 79 ne gagnaient pas, elles terminaient sur le podium. Andretti fut sacré champion du monde et Peterson termina vice-champion à titre posthume. Jean-Pierre Jarier, qui remplaça Peterson après son décès au volant d'une Lotus 78, mena la course aux États-Unis et au Canada, où il prit également la pole, mais fut victime de défaillances mécaniques dans les deux cas.
En 1979, la Lotus 79 est remplacée par la Lotus 80 et Martini Racing remplace JPS en tant que sponsor. La Lotus 80, passée du noir et or au vert anglais, s'avère être un échec sévère, poussant Lotus à aligner à nouveau la 79. Plusieurs podiums sont décrochés et les 79 sont en lice pour la victoire en début de saison. Toutefois, la nouvelle génération de voitures à effet de sol telles que les Ligier JS11, Ferrari 312 T4, et Williams FW07 (fortement inspirée de la Lotus 79) les dominent très rapidement : bien que la voiture soit mise à jour avec une carrosserie révisée et un nouvel aileron arrière, Lotus glisse à la quatrième place au championnat des constructeurs et la voiture est retirée à la fin de la saison 1979, sans gagner de course.

## Résultats complets en championnat du monde
| Saison | Écurie       | Moteur            | Pneus    | Pilotes            | 1    | 2    | 3   | 4    | 5    | 6    | 7   | 8    | 9    | 10   | 11   | 12   | 13  | 14   | 15   | 16   | Points inscrits |
| ------ | ------------ | ----------------- | -------- | ------------------ | ---- | ---- | --- | ---- | ---- | ---- | --- | ---- | ---- | ---- | ---- | ---- | --- | ---- | ---- | ---- | --------------- |
| 1978   | Team Lotus   | Ford-Cosworth DFV | Goodyear |                    | ARG  | BRA  | AFS | USW  | MON  | BEL  | ESP | SUE  | FRA  | GBR  | ALL  | AUT  | NLD | ITA  | USE  | CAN  | 86*             |
| 1978   | Team Lotus   | Ford-Cosworth DFV | Goodyear | Mario Andretti     |      |      |     |      |      | 1    | 1   | Abd. | 1    | Abd. | 1    | Abd. | 1   | 6    | Abd. | 10   | 86*             |
| 1978   | Team Lotus   | Ford-Cosworth DFV | Goodyear | Ronnie Peterson    |      |      |     |      |      |      | 2   | 3    | 2    | Abd. | Abd. | 1    | 2   |      |      |      | 86*             |
| 1978   | Team Lotus   | Ford-Cosworth DFV | Goodyear | Jean-Pierre Jarier |      |      |     |      |      |      |     |      |      |      |      |      |     |      | 15   | Abd. | 86*             |
| Saison | Écurie       | Moteur            | Pneus    | Pilotes            | 1    | 2    | 3   | 4    | 5    | 6    | 7   | 8    | 9    | 10   | 11   | 12   | 13  | 14   | 15   | 16   | Points inscrits |
| 1979   | Team Lotus   | Ford-Cosworth DFV | Goodyear |                    | ARG  | BRA  | AFS | USW  | ESP  | BEL  | MON | FRA  | GBR  | ALL  | AUT  | NLD  | ITA | CAN  | USE  |      | 35              |
| 1979   | Team Lotus   | Ford-Cosworth DFV | Goodyear | Mario Andretti     | 5    | Abd. | 4   | 4    |      | Abd. |     |      | Abd. | Abd. | Abd. | Abd. | 5   | Abd. | Abd. |      | 35              |
| 1979   | Team Lotus   | Ford-Cosworth DFV | Goodyear | Carlos Reutemann   | 2    | 3    | 5   | Abd. | 2    | 4    | 3   | 13   | 8    | Abd. | Abd. | Abd. | 8   | Abd. | Abd. |      | 35              |
| 1979   | Team Rebaque | Ford-Cosworth DFV | Goodyear | Héctor Rebaque     | Abd. | NQ   | 14  | Abd. | Abd. | Abd. |     | 12   | 9    | Abd. | NQ   | 7    |     |      |      |      | 35              |

Légende : ici
* 27 points marqués avec la Lotus 78